# Folkärna landsfiskalsdistrikt
Folkärna landsfiskalsdistrikt var 1918–1941 ett landsfiskalsdistrikt i Kopparbergs län, bildat när Sveriges indelning i landsfiskalsdistrikt trädde i kraft den 1 januari 1918, enligt beslut den 7 september 1917. Landsfiskalsdistriktet avskaffades den 1 oktober 1941 (genom kungörelsen 28 juni 1941) när Sverige fick en ny indelning av landsfiskalsdistrikt. Av dess ingående områden överfördes Folkärna landskommun till By landsfiskalsdistrikt och de tre kommunerna Avesta stad, Grytnäs landskommun och Krylbo köping bildade Avesta landsfiskalsdistrikt.
Landsfiskalsdistriktet låg under länsstyrelsen i Kopparbergs län.

## Ingående områden

### Från 1918
Folkare härad:
- Avesta köping
- Folkärna landskommun
- Grytnäs landskommun

### Från 1919
Folkare härad:
- Avesta stad (bildad 1 april 1919)[2]
- Folkärna landskommun
- Grytnäs landskommun
- Krylbo köping